# 加入者網終端装置
加入者網終端装置（かにゅうしゃもうしゅうたんそうち Customer Network Terminating Unit : CTU）は、NTT西日本がサービス提供していたフレッツ光・プレミアムに使われていた、宅内設置の装置である。光回線終端装置（ONU）は光ファイバーを電気信号に変換する装置であるが、この加入者網終端装置はデータ通信や通話などのサービスを提供する。
ルーターとしての機能を有する。

## サービスタイプ
光・プレミアムにはいくつかのタイプがあり、加入者網終端装置の種類や回線側の接続が異なる。
エンタープライズタイプ
企業向けのサービス。1Gbps用の加入者網終端装置が必要。回線側に光回線終端装置を接続して使用する。
ファミリータイプ
一般個人、中小企業向け。「100m」「2004w」の2種類があり、「100m」は壁掛け用の穴がある。回線側に光回線終端装置を接続して使用する。
ひかり配線方式
マンションタイプの1つ。使用する加入者用網終端装置はファミリータイプと同じ。各戸の回線側に光回線終端装置を接続して使用する。
LAN配線方式
マンションタイプの1つ。使用する加入者用網終端装置はファミリータイプと同じ。各戸の回線側のLANと接続する。
VDSL方式
マンションタイプの1つ。使用する加入者用網終端装置はファミリータイプと同じ。回線側にVDSL宅内側装置と接続する。

## 設定
加入者網終端装置の設定には、NTT西日本から送られてくる「お客様ID」と「アクセスパスワード」が必要である。
無線LANで使用する場合は、無線ルーターを加入者網終端装置に接続し、ブリッジ機能として使用する。すなわち、無線ルーターのルーター機能をオフにする必要がある。